# Назалли-Ратти, Иньяцио
Иньяцио Назалли-Ратти (итал. Ignazio Nasalli-Ratti; 7 октября 1750, Парма, Пармское герцогство — 2 декабря 1831, Рим, Папская область) — итальянский куриальный кардинал и папский дипломат. Титулярный архиепископ Кирро с 17 декабря 1819 по 25 июня 1827. Апостольский нунций в Швейцарии с 21 января 1820 по 30 января 1827. Кардинал-священник с 25 июня 1827, с титулом церкви Сант-Аньезе-фуори-ле-Мура с 17 сентября 1827. 